# クレオビスとビトーン

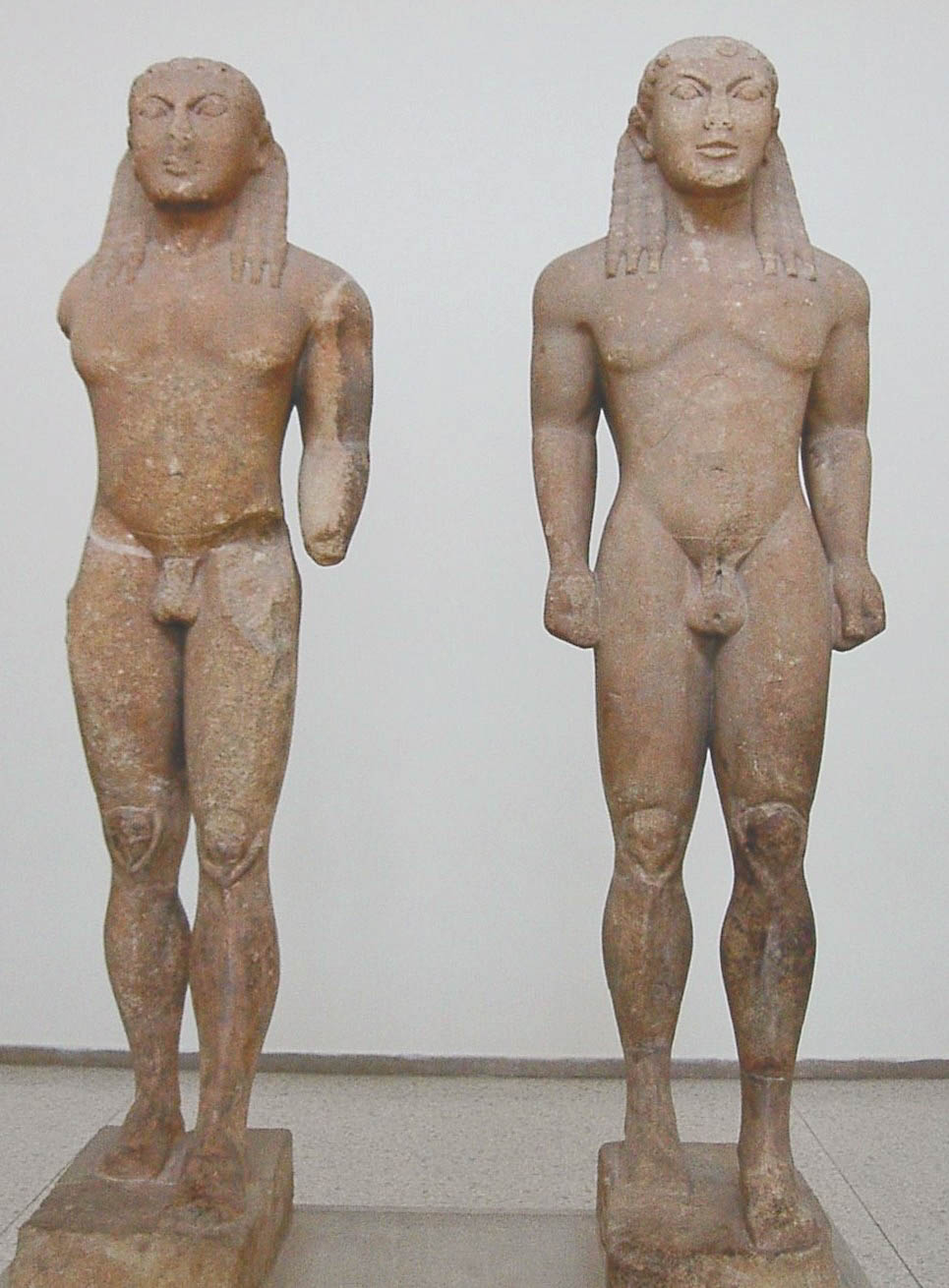
アルゴスの彫刻家ポリュメーデースにより紀元前610年から前580年頃に制作された大きな2体のクレオビスとビトーン石像（デルポイ考古学博物館所蔵）。

クレオビスとビトーン（古希: Κλέοβις, Βίτων）は、ハリカルナッソスのヘーロドトスの『歴史』第1巻にて、ソローンが語ったアルゴス出身の二人の兄弟。プルータルコスによるとクレオビスとビトーンはヘーラーの女神官であるキューディッペーの息子。
母キューディッペーはヘーラーの祭礼を見に行くことになったが、出発の時に車を引く牛がいなかったため、二人が牛の代わりになって車を引き、45スタディオン（8.3 km）離れたヘーラー神殿に母親を連れて行った。クレオビスとビトーンは孝行息子だとしてヘーラー神殿の饗宴に招かれ、そこで息子たちの親孝行に感激したキューディッペーはヘーラーに対して、この世で一番の幸福を息子たちに贈るように祈願した。その夜、クレオビスとビトーンはヘーラー神殿で永遠に眠った。記念のため、アルゴスの人たちはクレオビスとビトーンの銅像を作ってデルポイの聖域内に納めた。
後にパウサニアスはアルゴス市内のアポローン・リュケイオスの神域で牡牛を肩に担いだビトーンの彫像と、ヘーロドトスの語る物語を描いたレリーフ彫刻を見ている。

## ギャラリー

トマ・ブランシュ（英語版）『クレオビスとビトン』スウェーデン国立美術館所蔵
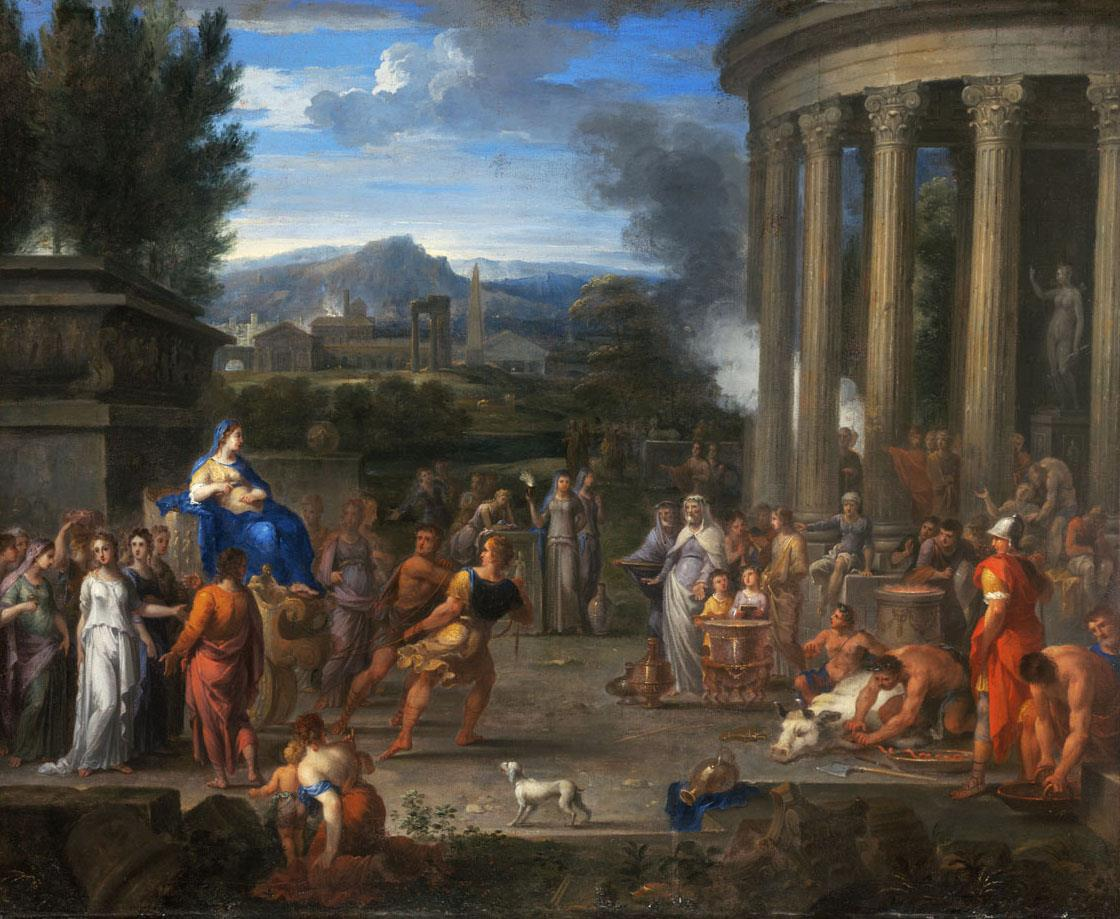
ニコラス＝ピエール・ロワール（英語版）『クレオビスとビトン』1649年頃
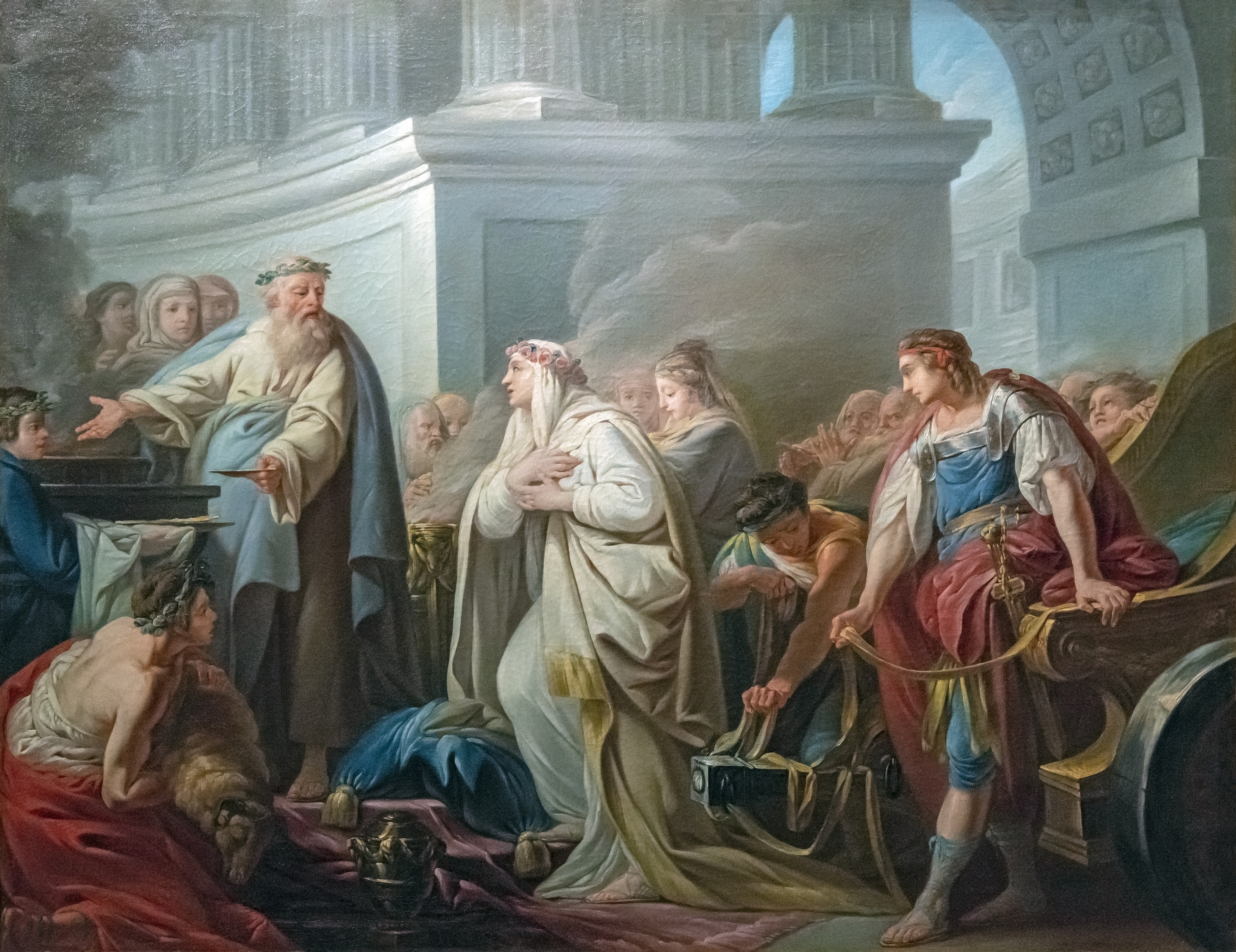
ジャックス・ガメリン（英語版）『クレオビスとビトン』1764年 カルカソンヌ美術館（フランス語版）所蔵